# Tino Chrupalla
Tino Chrupalla (Weißwasser, Saxònia, Alemanya; 14 d'abril de 1975) és un empresari i polític  alemany i membre del Bundestag des de 2017 en representació del partit Alternativa per Alemanya. El novembre de 2019 va ser nomenat per Alexandre Gauland per reemplaçar-ho com a copresident de la formació. És el portaveu de la formació al Bundestag des de 2019.

## Biografia
Chrupalla va néixer el 1975 a Weißwasser, a l'antiga República Democràtica Alemanya, i va aprovar el seu examen Meister (Meisterprüfung) com a pintor i decorador de cases el 2003. Chrupalla es va afiliar els anys 90 a les Joventuts Demòcrates Cristianes, vinculades a la CDU. El 2015, es va unir al partit Alternativa per Alemanya (AfD) i va ascendir ràpidament a les seves files. Va derrotar a Michael Kretschmer (CDU) al districte electoral de Görlitz a les eleccions federals alemanyes de 2017.
Considerat el protegit de Steve Bannon, va ser nomenat portaveu de l'AfD el desembre de 2019. Representant de l'ala dura del partit, propera a Björn Höcke, demana no obstant als militants que evitin un "llenguatge massa dràstic" que impedeixi l'obertura "a nous electorats, especialment a les dones". No obstant això, la premsa assenyala que ell mateix va utilitzar el terme "Umvolkung" (transformació ètnica), pres del vocabulari nazi, per referir-se a la immigració.
Al congrés de l'AfD d'abril de 2021 va criticar durament el president del partit, Jörg Meuthen. Les tensions van ser tan elevades que es va pensar que podrien provocar una escissió.
Des del 2017 fins al 2021 va ser un dels cinc vicepresidents del grup parlamentari federal de l'AfD.
El 2021, en iniciar-se la nova legislatura, va ser elegit president del grup parlamentari de l'AfD juntament amb la ja titular Alice Weidel. El 2022 va ser elegit com a president del partit, aquesta vegada al costat de Weidel.